# Nannodiplax
Genre
Nannodiplax est un genre d'insectes de la famille des Libellulidae, appartenant au sous-ordre des anisoptères dans l'ordre des odonates. Il ne comprend qu'une seule espèce : Nannodiplax rubra.

## Espèce du genreNannodiplax
- Nannodiplax rubra Brauer, 1868